# همه پادشاه خوش‌تیپ
همه پادشاه خوش‌تیپ (به انگلیسی: All in All Handsome King) فیلمی هندی محصول سال ۲۰۱۴ و به کارگردانی ام. راجش است. در این فیلم بازیگرانی همچون کارتی، کجال آگاروال، سانتانام، سارانیا پونوانان، رادیکا آپته، نثار و کوتا سرینیواسا راو ایفای نقش کرده‌اند.